# ألان فرانكو (لاعب كرة قدم)
ألان فرانكو هو لاعب كرة قدم إكوادوري، ولد في 21 أغسطس 1998 في Alfredo Baquerizo Moreno (town) ‏ في الإكوادور. لعب مع إنديبندينتي ديل فال.